# Liste des seigneurs, barons, comtes puis ducs de La Roche-Guyon
Ceci est la liste des seigneurs, comtes puis ducs de La Roche-Guyon,situé à l'ouest du département du Val-d'Oise à la frontière entre l’Île-de-France et la Normandie. Le village est réputé pour son château dont le donjon médiéval domine la vallée de la Seine. 
Le titre est associé au Château de La Roche-Guyon .

## Histoire du titre
La Famille de Silly de La Roche-Guyon, fondée par le mariage en 1474 de Marie, fille de Guy VII de la Roche, seigneur de la Roche-Guyon (mort en 1460), et Bertin de Silly (mort en 1506), chambellan de Louis XI, père de Charles de Silly (mort en 1513), hérite de la seigneurie de La Roche-Guyon après l'extinction des Guy de La Roche. La seigneurie est érigée en comté en 1574. La ligné s'éteint avec François de Silly (mort en 1628), crée duc de La Roche-Guyon par Louis XIII en 1621. 
A sa mort en 1628, sa mère, Antoinette de Pons, marquise de Guercheville, hérite de la seigneurie de La Roche-Guyon, qui passe ensuite (1632) a son fils issu d'un second mariage, Roger du Plessis-Liancourt. Après la mort prématurée de son fils Henri-Roger, c'est sa petite fille qui hérite de la seigneurie et qui la transmet à sa descendance issue de son mariage avec François VII de La Rochefoucauld.
François duc de La Rochefoucauld (1663-1728) fut créé duc de La Roche-Guyon par lettres de novembre 1679. Le 1er duché pairie de La Rochefoucauld et le titre de duc de La Roche-Guyon se sont éteints en 1762 avec Alexandre duc-pair de La Rochefoucauld et duc de la Roche-Guyon qui n'eut que deux filles qui épousèrent leurs cousins de la branche des comtes de Roye et de Roucy.
A la mort de sa fille, Louise Elisabeth Nicole de La Rochefoucauld, duchesse d'Enville, c'est le petit fils de cette dernière, Alexandre-Louis-Auguste de Rohan-Chabot qui hérite de la seigneurie de La Roche-Guyon. Son fils Louis-François de Rohan-Chabot, devenu évêque puis cardinal, vendit la terre de la Roche-Guyon le 31 juillet 1829, par acte devant Péan de Saint-Giles, notaire à Paris, à François XIII duc de la Rochefoucauld. La seigneurie de La Roche-Guyon est restée dans sa descendance depuis lors.

## Seigneurs de La Roche-Guyon

### Maison de Meulan
| Rang | Portrait | Nom                  | Période          | Autres titres | Notes | Armoiries |
| ---- | -------- | -------------------- | ---------------- | ------------- | --- | --------- |
|      |          | Hugues               |                  |               | Seigneur de La Roche, fils d'Hilledouin, fils d'Hugues, lui même supposé être le fils de Galeran de Meulan et d'Idelgarde d'Anjou. Il aurait fait construire le château troglodyte. |           |
|      |          | Guy, Guidon ou Guyon | Vivant vers 1097 |               | |           |

### Maison de La Roche
| Rang | Portrait | Nom                             | Période                           | Autres titres | Notes | Armoiries |
| ---- | -------- | ------------------------------- | --------------------------------- | --- | --- | --------- |
|      |          | Guy Ier Mauvoisin (de)          | ?-1109                            | Seigneur de Serquigny et de Vétheuil | Fils de Raoul Mauvoisin dit "Le Barbu", Seigneur de Rosny, assassiné par son beau-père normand Guillaume. |           |
|      |          | Payen de La Roche-Guyon         | (vivant en 1117)                  | | |           |
|      |          | Gui II de La Roche-Guyon        | († ap. 1123)                      | | |           |
|      |          | Gui III de La Roche-Guyon       | (vivant en 1190)                  | | |           |
|      |          | Gui IV de La Roche-Guyon        | (vivant en 1222)                  | | |           |
|      |          | Gui V (Ier) de La Roche-Guyon   | (vers 1220/1222 - † ap. mai 1235) | | C'est le premier des Guy numéroté par le Père Anselme                                                     |           |
|      |          | Jean de La Roche-Guyon          | (Av.1259 - † ap. 1265)            | | |           |
|      |          | Gui VI (II) de La Roche-Guyon   | († ap. 1301)                      | | |           |
|      |          | Gui VII (III) de La Roche-Guyon | (†1329)                           | | |           |
|      |          | Philippe de La Roche-Guyon      | (-† av.7 juillet 1367 ou 1372)    | seigneur de La Roche-Guyon, Bennecourt, Beauregard (95), Chantemerle, La Faluère, Saint-Martin (78), Francourt, Maudétour-en-Vexin (95), Vaux                       | |           |
|      |          | Gui VIII (IV) de La Roche-Guyon | († av.1373)                       | | |           |
|      |          | Gui IX (V) de La Roche-Guyon    | (†Novembre 1411)                  | baron de La Roche-Guyon, vicomte de Roncheville, Grand-Panetier de France le 30 avril 1396, conseiller et Chambellan du Roi                                         | Baron de La Roche-Guyon                                                                                   |           |
|      |          | Guy X (VI) de La Roche-Guyon    | (†25 octobre 1415                 | chevalier, seigneur Berneville, La Roche-Guyon et Roncheville, conseiller et Chambellan du Roi et du Dauphin duc de Guyenne, Capitaine-Garde de la Ville d’Harfleur | Époux de dame Perrette de La Rivière                                                                      |           |
|      |          | Guy XI (VII) de La Roche-Guyon  | (1415-1419)                       | | Mineur sous la tutelle de sa mère Perrette de La Rivière                                                  |           |

### Occupation anglaise - Famille Le Bouteillier
| Rang | Portrait | Nom                     | Période     | Autres titres | Notes | Armoiries |
| ---- | -------- | ----------------------- | ----------- | ------------- | ----- | --------- |
|      |          | Guy Le Bouteillier      | (1419-1439) |               |       |           |
|      |          | Guy Le Bouteillier fils | (1439-1449) |               |       |           |

### Maison de La Roche
| Rang | Portrait | Nom                            | Période | Autres titres                                                    | Notes | Armoiries |
| ---- | -------- | ------------------------------ | ------- | ---------------------------------------------------------------- | ----- | --------- |
|      |          | Guy XI (VII) de La Roche-Guyon | (1449-  | Seigneur d'Attichy, Acquigny, Bernaville, Roncheville et de Vaux |       |           |
|      |          | Marie de La Roche-Guyon        |         |                                                                  |       |           |

### Maison de Silly
| Rang | Portrait | Nom                    | Période | Autres titres                                                   | Notes                             | Armoiries |
| ---- | -------- | ---------------------- | ------- | --------------------------------------------------------------- | --------------------------------- | --------- |
|      |          | Bertin de Silly        | (-)     |                                                                 |                                   |           |
|      |          | Jacques de Silly       |         |                                                                 |                                   |           |
|      |          | Charles de Silly       |         |                                                                 |                                   |           |
|      |          | Nicolas de Silly       |         |                                                                 |                                   |           |
|      |          | Louis de Silly         |         |                                                                 |                                   |           |
|      |          | Henri de Silly (en)    |         |                                                                 | Comte de La Roche-Guyon en 1574   |           |
|      |          | François de Silly (ru) | (-1628) | Grand louvetier de France, chevalier de l'ordre du Saint-Esprit | 1er duc de La Roche-Guyon en 1621 |           |

### Maison de Pons
| Rang | Portrait | Nom                | Période     | Autres titres            | Notes                                                      | Armoiries |
| ---- | -------- | ------------------ | ----------- | ------------------------ | ---------------------------------------------------------- | --------- |
|      |          | Antoinette de Pons | (1628-1632) | Marquise de Guercheville | Mère de François de Silly et de Roger du Plessis-Liancourt |           |

### Maison du Plessis-Liancourt
| Rang | Portrait | Nom                                           | Période     | Autres titres | Notes | Armoiries |
| ---- | -------- | --------------------------------------------- | ----------- | ------------- | --- | --------- |
|      |          | Roger du Plessis-Liancourt                    | (1632-1674) |               | 2e duc de La Roche-Guyon (frère utérin de François de Silly), dit « duc de Liancourt », premier gentilhomme de la Chambre et premier écuyer de la Petite Écurie sous le règne de Louis XIII |           |
|      |          | Henri-Roger du Plessis-de La Roche-Guyon      |             |               | |           |
|      |          | Jeanne-Charlotte du Plessis-de La Roche-Guyon | (-)         |               | |           |

### Maison de La Rochefoucauld
| Rang | Portrait | Nom                                               | Période           | Autres titres | Notes | Armoiries |
| ---- | -------- | ------------------------------------------------- | ----------------- | --- | --- | --------- |
|      |          | François VII de La Rochefoucauld                  |                   | 3e duc de La Rochefoucauld | époux de Jeanne-Charlotte du Plessis-de La Roche-Guyon) 1erduc de La Roche-Guyon |           |
|      |          | François VIII de La Rochefoucauld                 | (1679-avant 1712) | prince de Marcillac, 4e duc de La Rochefoucauld (1680), pair de France | duc de La Roche-Guyon |           |
|      |          | Michel-Camille de La Rochefoucauld                | (Avant 1712-1714) | | 3e duc de La Rouche-Guyon, fils de François VIII |           |
|      |          | François VIII de La Rochefoucauld                 | (1714-1714)       | | 4educ de La Roche-Guyon |           |
|      |          | Alexandre Ier de La Rochefoucauld                 | (1714-1762)       | 5e duc de La Rochefoucauld, comte de Montignac, prince de Marsillac, comte de Duretal, marquis de Liancourt, baron de Verteuil, de Marthon, d'Ertissac, d'Enville (ou d'Anville) | 5e duc de La Roche-Guyon, fils de François VIII |           |
|      |          | Marie-Louise Élisabeth Nicole de La Rochefoucauld |                   | Dame de La Roche-Guyon, Duchesse d'Enville | (Paris, 22 septembre 1716 - Paris, 31 mai 1797) mariée en 1731 avec Guy de La Rochefoucauld, duc de La Roche-Guyon, son oncle, mort peu après, puis en 1732 avec Jean-Baptiste de La Rochefoucauld de Roye, duc d'Anville(1707-1746), fils de Louis de La Rochefoucauld, marquis de Roye, lieutenant-général des galères, et de Marthe du Casse. Ils ont notamment un fils, Louis Alexandre de La Rochefoucauld, à qui le titre reviendra. |           |
|      |          | Guy (XII-VIII) de La Rochefoucauld                |                   | | fils de François VIII et époux de sa nièce Marie-Louise Élisabeth Nicole |           |
|      |          | Louis Alexandre de La Rochefoucauld               |                   | duc d'Enville (1746), duc de La Rochefoucauld (1762), duc de La Roche-Guyon (1762)                                                                                               | Fils de la duchesse d'Enville et de Jean-Baptiste de La Rochefoucauld de Roye |           |

### Maison de Rohan
| Rang | Portrait | Nom                                     | Période | Autres titres | Notes | Armoiries |
| ---- | -------- | --------------------------------------- | ------- | --- | ----- | --------- |
|      |          | Alexandre-Louis-Auguste de Rohan-Chabot |         | Seigneur de La Roche-Guyon, comte de Chabot, puis prince de Léon, 7e duc de Rohan (1807), comte de Porhoët, est colonel du régiment royal du comté d'Artois, lieutenant général des Armées du Roi, premier gentilhomme de la Chambre du Roi Louis XVIII et pair de France héréditaire. |       |           |
|      |          | Louis-François de Rohan-Chabot          | (-1829) | seigneur de La Roche-Guyon, comte de Chabot, prince de Léon, 8e duc de Rohan (1817) et comte de Porhoët. Archevêque d'Auch, puis archevêque de Besançon et Cardinal-prêtre de la Trinité des Monts.                                                                                    |       |           |

### Maison de La Rochefoucauld
| Rang | Portrait | Nom                               | Période | Autres titres | Notes                      | Armoiries |
| ---- | -------- | --------------------------------- | ------- | ------------- | -------------------------- | --------- |
|      |          | François XIII de La Rochefoucauld |         |               | seigneur de La Roche-Guyon |           |
|      |          | François XIV de La Rochefoucauld  |         |               | seigneur de La Roche-Guyon |           |

#### Ducs de La Roche-Guyon (titre de courtoisie) (XIXe–XXIesiècles)
Alfred de La Rochefoucauld (1819-1883) (cadet issu de la branche cadette de Roye) releva proprio motu au XIXe siècle sans lettres de confirmation le titre de duc de La Roche-Guyon éteint en 1762. Ce titre de courtoisie de « duc de La Roche-Guyon »  est porté depuis par ses descendants. Il s'agit d'un titre irrégulier,.
| Rang | Portrait | Nom                             | Période | Autres titres | Notes | Armoiries |
| ---- | -------- | ------------------------------- | ------- | ------------- | --- | --------- |
|      |          | Alfred de La Rochefoucauld      |         |               | (1819-1883), dit « duc de La Roche-Guyon ». Marié en 1851 avec Isabelle Nivière (1833-1911), écrivaine et poétesse, auteure de nombreux poèmes parus chez Alphonse Lemerre, de 1877 à sa mort. Elle a entretenu de nombreuses relations épistolaires avec d'autres poètes de son temps, notamment Victor de Laprade (1812-1883), correspondance dont il reste 169 lettres. Son deuxième fils est l'artiste Antoine de La Rochefoucauld. |           |
|      |          | Pierre de La Rochefoucauld      |         |               | (1853-1930) (fils du précédent), dit « duc de La Roche-Guyon ». Marié en 1888 avec Gildippe Odoard du Hazey de Versainville (son troisième fils Bernard (1901-1944), membre du réseau de résistance Prosper à Falaise, mort pour la France, est décédé au camp de concentration de Flossenbürg le 4 juin 1944). |           |
|      |          | Gilbert de La Rochefoucauld     |         |               | (1889-1964) (fils du précédent), dit « duc de La Roche-Guyon ». Marié 1) en 1899 avec la princesse Hélène de La Trémoille (mariage religieux annulé le 5 janvier 1927 et divorce civil le 30 août 1927), 2) le 26 novembre 1927 avec Marie-Louise Lerche. |           |
|      |          | Alfred de La Rochefoucauld      |         |               | (1928-2013) (fils du précédent et de Marie-louise Lerche), dit « duc de La Roche-Guyon ». Marié avec Lydie Jacobé de Haut de Sigy. |           |
|      |          | Guy-Antoine de La Rochefoucauld |         |               | (né en 1958) (fils du précédent), dit « duc de La Roche-Guyon ». Marié avec Yolaine Françoise Marie Leclerc de Hauteclocque. |           |

## Sources et bibliographie

### Sources
- Mémoires de Pierre de Fénin, comprenant le récit des événements qui se sont passés en France et en Bourgogne sous les règnes de Charles VI et Charles VII. (1407-1427), Nouvelle édition, publiée d’après un manuscrit, en partie inédit, de la Bibliothèque royale, avec annotations et éclaircissements, par Mlle Dupont, 1837
- Chronique d'Enguerrand de Monstrelet, publiée pour la Société de l'histoire de France par L. Douët-d'Arcq, en deux livres, avec pièces justificatives 1400-1444. Paris, Renouard, 1857-1862, 6 tomes
- Chronique du Religieux de Saint-Denys, contenant le règne de Charles VI, de 1380 à 1422, publiée en latin pour la première fois et traduite par M. Louis-François Bellaguet, précédée d'une introduction de M. de Barante, Collection des documents inédits sur l'histoire de France, Paris, chez Crapelet, 1839-1852, 6 vol.
- Jacques (ou Jean) Bruyant, Le Livre du Chastel de Labour, ou La voie de l’Adresse de Povreté et de Richesse, manuscrit en parchemin, The Free Library of Philadelphia, Rare Books Department, ms. Widener 1., Publication en fac-similé : König-Bartz 2005